# Drosophila planitibia
Drosophila planitibia är en tvåvingeart som först beskrevs av Elmo Hardy 1967.  Drosophila planitibia ingår i släktet Drosophila och familjen daggflugor.
Artens utbredningsområde är Hawaii.